# Provinz Ferreñafe

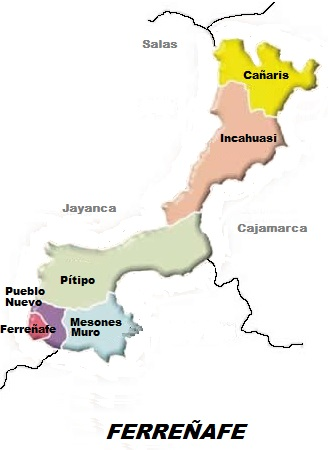
Lage der Distrikte

Die Provinz Ferreñafe ist eine von drei Provinzen der Region Lambayeque in Nordwest-Peru. Die Provinz hat eine Fläche von 1578,6 km². Beim Zensus 2017 lebten 97.415 Menschen in der Provinz. Im Jahr 1993 lag die Einwohnerzahl bei 92.377, im Jahr 2007 bei 96.142. Die Provinzverwaltung befindet sich in der Stadt Ferreñafe.

## Geographische Lage
Die Provinz Ferreñafe liegt zentral der Region Lambayeque. Sie hat eine maximale Längsausdehnung in NO-SW-Richtung von 100 km. Der nördliche Teil der Provinz wird von dem Fluss Río La Leche durchflossen. Dort erheben sich die Ausläufer der peruanischen Westkordillere. Im Südwesten der Provinz, in der Küstenebene, liegt die Provinzhauptstadt Ferreñafe. Die Provinz reicht bis auf etwa 19 km an die Pazifikküste heran.
Die Provinz Ferreñafe grenzt im Nordwesten an die Provinz Lambayeque, im Osten an die Provinzen Jaén, Cutervo und Chota (alle in der Region Cajamarca) sowie im Süden an die Provinz Chiclayo.

## Verwaltungsgliederung
Die Provinz Chiclayo gliedert sich in sechs Distrikte (Distritos). Der Distrikt Ferreñafe ist Sitz der Provinzverwaltung.
| Distrikt                    | Verwaltungssitz             |
| --------------------------- | --------------------------- |
| Kañaris (Cañaris)           | Kañaris (Cañaris)           |
| Ferreñafe                   | Ferreñafe                   |
| Incahuasi                   | Incahuasi                   |
| Manuel Antonio Mesones Muro | Manuel Antonio Mesones Muro |
| Pítipo                      | Pítipo                      |
| Pueblo Nuevo                | Pueblo Nuevo                |